# Zuckerether
Zuckerether sind Derivate von Mono-, Di-, Tri- und anderer Oligosaccharide, die durch Veretherung der nichtglycosydischen Hydroxygruppen entstehen.  Die Methylierung mit Methyliodid/Silberoxid oder Dimethylsulfat in alkalischer Lösung liefert Methylether.  Als Schutzgruppen benutzt man bisweilen Benzyl-, Triphenylmethyl- oder Trimethylsilylreste.
Digitalose und Cymarose sind Methylether, die in der Natur vorkommen.